# Válvula termoiónica
La válvula termoiónica, también llamada válvula electrónica, válvula de vacío, tubo de vacío o bulbo, es un componente electrónico utilizado para amplificar, conmutar, o modificar una señal eléctrica mediante el control del movimiento de los electrones en un espacio vacío a muy baja presión, o en presencia de gases especialmente seleccionados.
La válvula originaria fue el componente crítico que posibilitó el desarrollo de la electrónica durante la primera mitad del siglo XX, incluyendo la expansión y comercialización de la radiodifusión, televisión, radar, audio, redes telefónicas, computadoras analógicas y digitales, control industrial, etc. Algunas de estas aplicaciones son anteriores a la válvula, pero experimentaron un crecimiento explosivo gracias a ella. 
A lo largo de su historia, fueron introducidos muchos tipos de válvulas, pero los principios de funcionamiento básicos son:
- Efecto Edison. La gran mayoría de las válvulas electrónicas están basadas en la propiedad que tienen los metales en caliente de liberar electrones desde su superficie.
- Gases ionizados. En otros casos, se utilizan las características de la conducción electrónica en gases ionizados, esto resulta principalmente importante en los reguladores de tensión, rectificadores de vapor de mercurio, válvula de conmutación T/R, etc.
- Efecto fotoeléctrico En otros casos, el principio de funcionamiento se basa en la emisión de electrones por el efecto fotoeléctrico.

El ocaso de esta tecnología comenzó con la invención del transistor y el posterior desarrollo de componentes de estado sólido que eran mucho más pequeños, baratos y fiables que la válvula. Sin embargo hoy en día aún sobrevive en ciertas aplicaciones específicas, donde por razones técnicas resultan más conveniente. Por ejemplo en transmisores de radiofrecuencia de alta potencia y sistemas de radar se utilizan magnetrones, válvulas de onda progresiva TWT, tiratrones, etc. En televisión y sistemas de imagen medicinal aún se utilizan tubos de rayos catódicos o tubos de captura de imagen, y en el hogar es la base de funcionamiento del horno microondas. También siguen siendo ampliamente utilizadas en preamplificadores de micrófonos, guitarras y bajos, así como en equipos de sonido de alta fidelidad.

## Historia

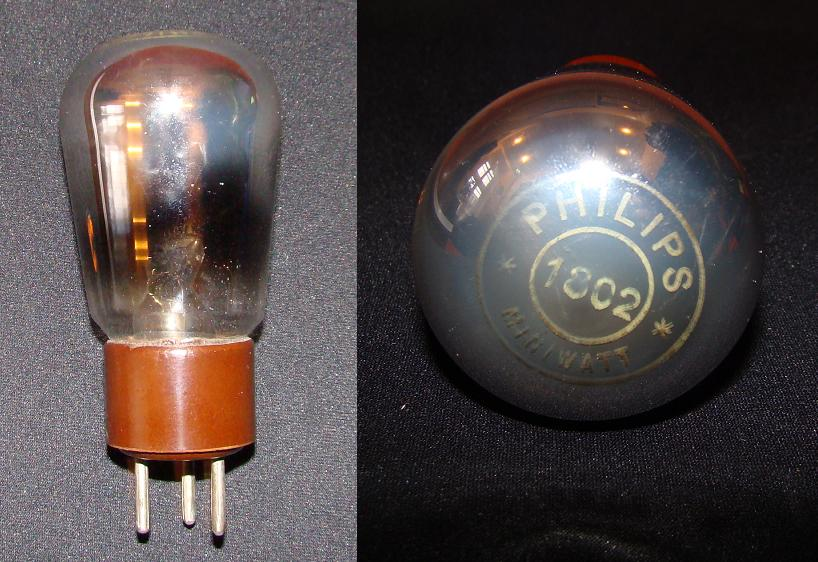
Diodo de vacío producido por Philips.

Aunque el efecto de emisión termoiónica fue originalmente informado por Frederick Guthrie en 1873, es la investigación de Thomas Alva Edison el trabajo más a menudo mencionado. Edison, al ver que con el uso el cristal de las lámparas incandescentes se iba oscureciendo, buscó la forma de aminorar dicho efecto, realizando para ello diversos experimentos. Uno de ellos fue introducir en la ampolla de la lámpara un electrodo en forma de placa, que se polarizaba eléctricamente con el fin de atraer las partículas que, al parecer, se desprendían del filamento. A pesar de que Edison no comprendía a nivel físico el funcionamiento, y desconocía el potencial de su «descubrimiento», en 1884 lo patentó bajo el nombre de "Efecto Edison".

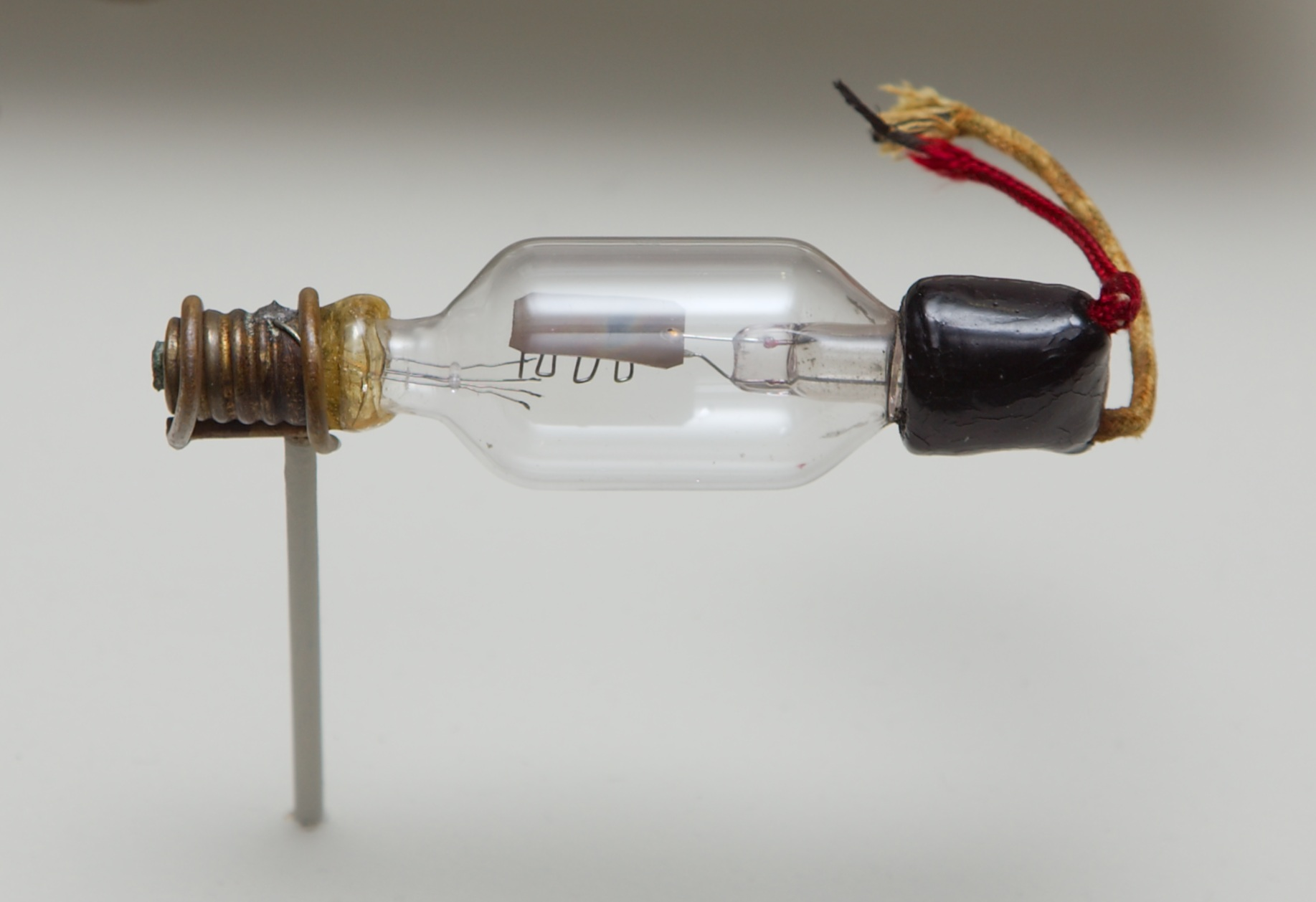
Triodo de 1906.

Al agregar un electrodo plano (placa), cuando el filamento se calienta se produce una agitación de los átomos del material que lo recubre, y los electrones de las órbitas de valencia son acelerados, alcanzando velocidades de escape, con lo que se forma una nube de electrones por encima del mismo. La nube termoiónica, fuertemente atraída por la placa, debido al potencial positivo aplicado en la misma, da lugar a la circulación de una corriente electrónica a través de la válvula entre el filamento y el ánodo. A este fenómeno se le denomina Efecto Edison-Richardson o termoiónico.
Llegados a este punto, tenemos que la válvula termoiónica más simple está constituida por una ampolla de vidrio, similar a la de las lámparas de incandescencia, a la que se le ha practicado el vacío y en la que se hallan encerrados dos electrodos, denominados cátodo y ánodo. 
Físicamente, el cátodo, consiste en un filamento de wolframio, recubierto por una sustancia rica en electrones libres, que se calienta mediante el paso de una corriente. El ánodo está formado por una placa metálica que rodea al filamento a una cierta distancia y a la que se aplica un potencial positivo. Por constar de dos electrodos a la válvula antes descrita se le denomina diodo. 
En tanto que la función de cátodo es realizada directamente por el filamento, se trata de una válvula de caldeo directo.
Cuando se quieren obtener mayores corrientes a través de la válvula y un aislamiento eléctrico entre la fuente de corriente de caldeo del filamento y la de ánodo-cátodo, se utiliza un cátodo independiente constituido por un pequeño tubo metálico revestido o "pintado" con algún material rico en electrones libres, como el óxido de torio, que rodea el filamento, aislado eléctricamente, pero muy próximo a él para poder calentarlo adecuadamente. En este caso la válvula se denomina de caldeo indirecto, pudiendo entonces la corriente del caldeo ser incluso alterna. En este tipo de válvulas el filamento solo es el elemento calefactor y no se considera un electrodo activo. Al estar los filamentos aislados se pueden conectar juntos (en serie o paralelo) los filamentos de todas las válvulas del equipo, lo que no es posible con cátodos de caldeo directo.
Si se agregan otros electrodos entre ánodo y cátodo (llamados rejillas) se puede controlar o modular el flujo de electrones que llegan al ánodo, de ahí la denominación de válvula.
Debido al hecho de que la corriente por el interior de la válvula solo puede circular en un sentido, una de las aplicaciones de las válvulas termoiónicas es su utilización como rectificador. Asimismo, y dado que con pequeñas diferencias de potencial aplicadas entre rejilla y cátodo se pueden producir variaciones considerables de la corriente circulante entre cátodo y ánodo, otra aplicación, posiblemente la más importante, es como amplificador.

## Características

Símbolo del diodo de vacío.

Símbolo del triodo.

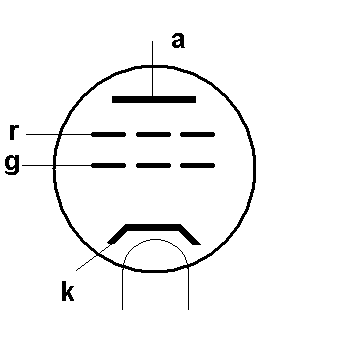
Símbolo del tetrodo.

Símbolo del pentodo.

Aunque existe una gran diversidad de tipos de válvulas termoiónicas, tanto en su aplicación como en sus principios de funcionamiento (control de la cantidad de electrones, en triodos, tetrodos, pentodos; modulación de su velocidad en klistrones; acoplo entre el flujo de electrones y una onda electromagnética en tubos de onda progresiva; etc.), la mayoría comparten una serie de características comunes que se han ido potenciando al ir avanzando su desarrollo tecnológico.

### Filamentos
El filamento es el órgano calefactor que proporciona la energía suficiente para que el cátodo emita una cantidad de electrones adecuada.
En las primeras válvulas, el filamento también actuaba como cátodo (cátodo de caldeo directo). Posteriormente se separaron las funciones, quedando el filamento solo como calefactor y el cátodo como electrodo separado (cátodo de caldeo indirecto). Ambas formas convivieron, ya que el caldeo directo mejora la transferencia térmica entre el cátodo y el filamento, mientras que el caldeo indirecto simplifica grandemente el diseño de los circuitos y permite optimizar cada uno de los electrodos.
El filamento, al estar caliente, se ve sometido al efecto de sublimación del material de su superficie, es decir, su paso al estado gaseoso, lo que va reduciendo su sección en ciertos puntos que ahora se calientan más que el resto, aumentando la sublimación en ellos hasta que el filamento se rompe. Este efecto disminuye enormemente si se trabaja a temperaturas bajas con materiales de alto punto de fusión (wolframio...). Por ello la temperatura de los filamentos ha ido descendiendo.
Efecto microfónico: este efecto consiste en la transmisión al filamento de vibraciones mecánicas. Cuando el filamento vibra, transmite estas oscilaciones al cátodo, variando su distancia con la rejilla, lo que produce una modulación en la corriente de electrones. En el ánodo, la señal útil aparece modulada por las vibraciones mecánicas, lo que es especialmente desagradable en el caso de amplificadores de audio, ya que las vibraciones que se acoplan provienen del propio altavoz.
Los campos magnéticos también pueden crear oscilaciones del filamento, por ello algunas válvulas se encerraban en tubos de gran permeabilidad magnética (mu-metal).

### Cátodos
El cátodo es el responsable de la emisión de electrones, que debe ser constante a lo largo de la vida de la válvula. Desgraciadamente, esto no es así, y los cátodos se van agotando según envejecen.
Para prolongar la vida de los filamentos, la temperatura de funcionamiento de los cátodos ha ido haciéndose cada vez menor, gracias al empleo de materiales con un potencial de extracción de electrones más bajo (aleaciones de torio, óxidos de lantánidos... ).
Los cátodos también deben ser buenos conductores, lo que limita la aplicación de algunos recubrimientos a aplicaciones muy particulares. Por ejemplo, el óxido de calcio suele recubrir los filamentos de las pantallas de vacío fluorescentes (VFD).

### Ánodos
El ánodo recibe el flujo de electrones que, en la mayoría de las válvulas, han sido acelerados hasta adquirir gran energía que transfieren al ánodo cuando chocan contra él. Por ello, los ánodos de las válvulas de potencia son grandes, muchas veces masivos y forman parte del propio cuerpo de la válvula, pudiendo refrigerarse directamente desde el exterior, por contacto con una superficie fría, aire a presión, vapor de agua, etc. Anteriormente, la refrigeración de ánodo se realizaba fundamentalmente por radiación, por lo que las ampollas de vidrio eran grandes y separadas del ánodo, para que este pudiese adquirir gran temperatura.
La emisión secundaria es un efecto, normalmente indeseable, que se produce en el ánodo, cuando los electrones incidentes, de gran energía, arrancan electrones del metal. Aunque en algunas válvulas este efecto se aprovecha para obtener ganancia, en la mayoría de ellas degrada la señal y debe evitarse.

### Vacío
Un menor grado de vacío implica la presencia de un mayor número de moléculas de gas en la válvula, aumentando el número de colisiones con los electrones y disminuyendo el rendimiento del tubo. Además un menor vacío implica un mayor desgaste de los filamentos, por lo que históricamente se ha ido avanzando hacia las válvulas de alto vacío mediante un avance conjunto en todos los demás componentes. Sin embargo, algunas válvulas como los tiratrones basan su funcionamiento en la presencia de ciertos gases llenando el tubo.
Los metales y otros materiales tienen propiedades de absorción y adsorción de gases de la atmósfera, y cuando se calientan a baja presión los van liberando lentamente. Por ello, aunque se extraiga todo el aire de una válvula, con el uso, el vacío interior se reduce. Para evitarlo se utiliza el getter, que es un material (por ejemplo, magnesio) que se evapora una vez sellado el tubo. El magnesio evaporado se deposita en la superficie del vidrio formando un recubrimiento brillante. El getter adsorbe las moléculas de gas que puedan liberarse en el tubo, manteniendo la integridad del vacío. Cuando entra aire en el tubo, el getter se vuelve blanquecino.

### Cerámicas
El material más utilizado en construcción del "recipiente" de la válvula es el vidrio, ya heredado de la fabricación de bombillas. Pero el vidrio tiene bajo punto de fusión, es un buen aislante térmico y es frágil, de modo que para válvulas de alta potencia y radiofrecuencia se prefiere utilizar cerámicas, que son menos frágiles, tienen buena conductividad térmica y alto punto de fusión. Su talón de Aquiles ha sido el establecimiento de uniones estancas y duraderas entre la cerámica y el metal (conexiones de los electrodos, ánodo, disipadores). Una vez resuelto el problema, la cerámica ha desplazado al vidrio en válvulas de potencia y de microondas.

## Diodos

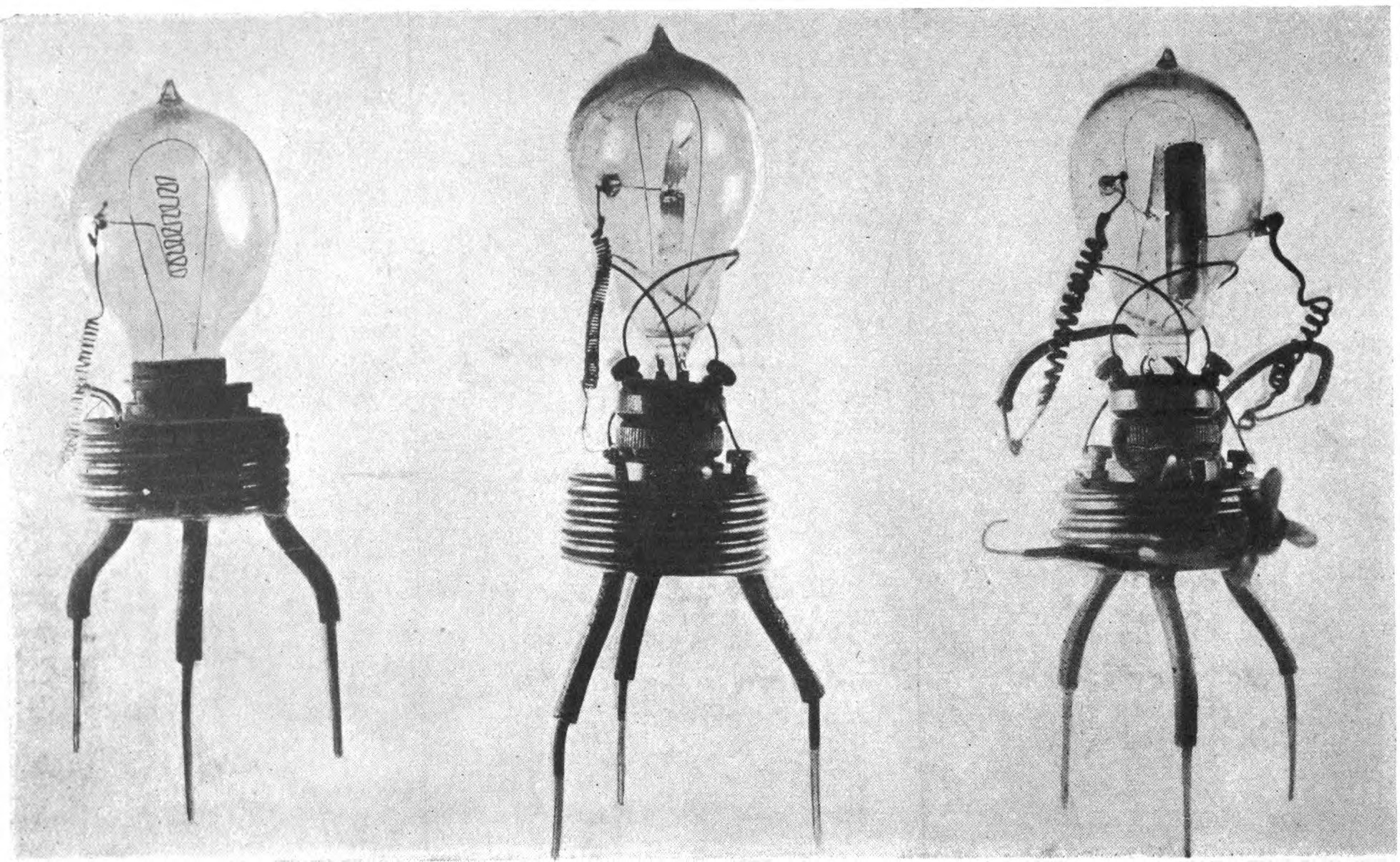
Los primeros diodos de John Ambrose Fleming.

A finales del siglo XIX, la tecnología de radio o inalámbrica se encontraba en una etapa temprana de desarrollo y la empresa Marconi se dedicaba al desarrollo y construcción de sistemas de comunicación por radio. Guglielmo Marconi nombró al físico inglés John Ambrose Fleming como asesor científico en 1899. Fleming había trabajado como asesor científico de Edison Telephone (1879), como asesor científico de Edison Electric Light (1882) y también fue consultor técnico de Edison-Swan. Una de las necesidades de Marconi era la mejora del detector, un dispositivo que extrae información de una radiofrecuencia modulada. Marconi había desarrollado un detector magnético, que respondía menos a las fuentes naturales de interferencia de radiofrecuencia que el cohesor, pero el detector magnético sólo proporcionaba una señal de audiofrecuencia a un receptor de teléfono. Se necesitaba un detector fiable que pudiera controlar un instrumento de impresión. Como resultado de los experimentos realizados con bombillas de efecto Edison, Fleming desarrolló un tubo de vacío al que denominó válvula de oscilación porque pasaba corriente en una sola dirección. El cátodo era un filamento de lámpara de carbono, calentado al pasar corriente a través de él, que producía una emisión termoiónica de electrones. Los electrones que habían sido emitidos por el cátodo fueron atraídos hacia la placa (ánodo) cuando la placa tenía un voltaje positivo con respecto al cátodo. Los electrones no podían pasar en la dirección inversa porque la placa no estaba calentada y no era capaz de emitir electrones termoiónicos. Fleming presentó una patente para estos tubos, cedida a la empresa Marconi, en el Reino Unido en noviembre de 1904, y esta patente se otorgó en septiembre de 1905. Más tarde conocida como válvula de Fleming, la válvula de oscilación se desarrolló con el propósito de rectificar la corriente de radiofrecuencia como componente detector de los circuitos receptores de radio.
Si bien no ofrecía ninguna ventaja sobre la sensibilidad eléctrica de los detectores de cristal(detector de bigotes de gato) la válvula Fleming ofrecía ventajas, particularmente en el uso a bordo, sobre la dificultad de ajuste del detector de bigotes de gato y la susceptibilidad del detector de bigotes de gato a ser desalojado del ajuste por vibración o chocar.

## Triodos

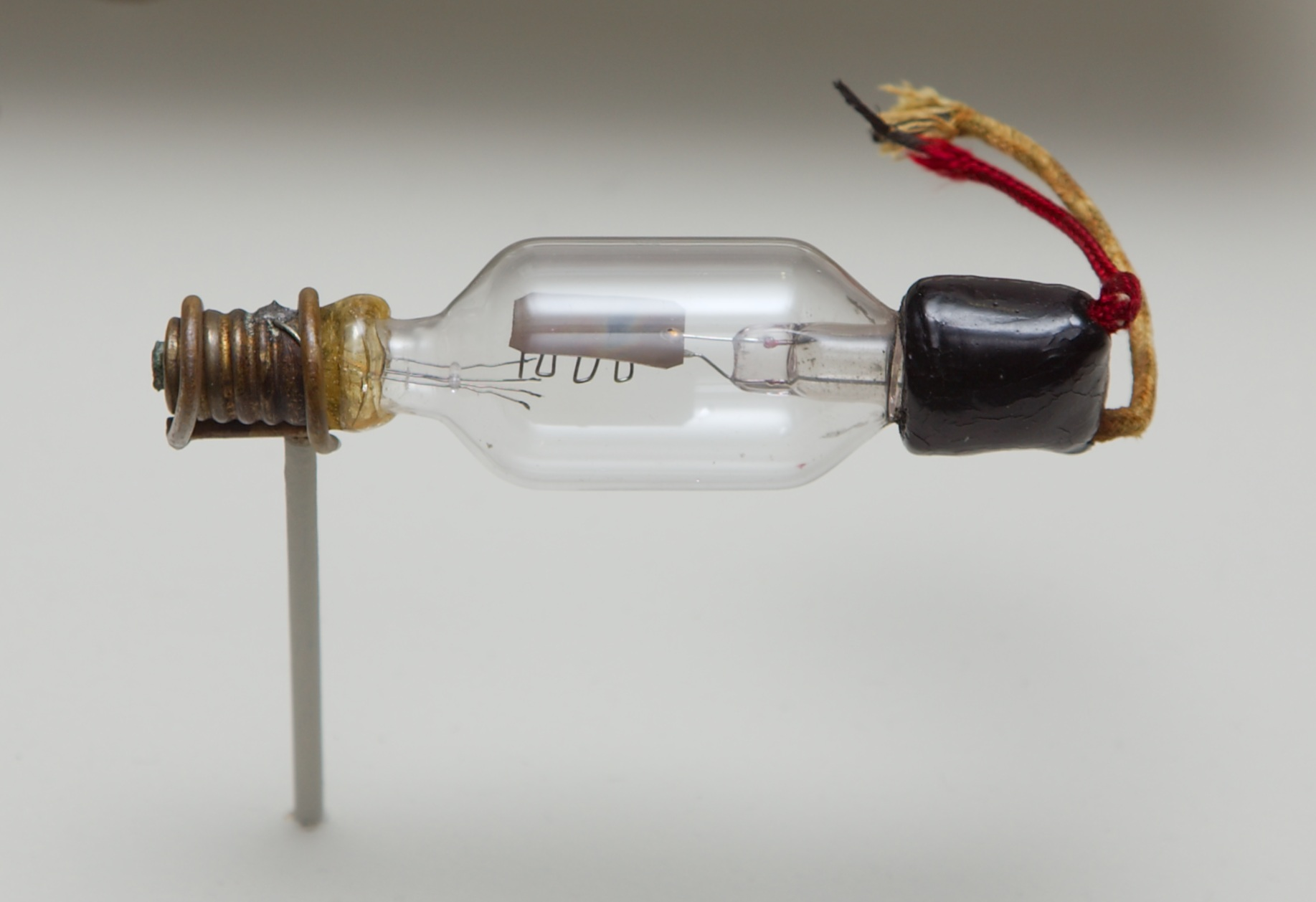
El primer triodo, el de Forest Audion, inventado en 1906.

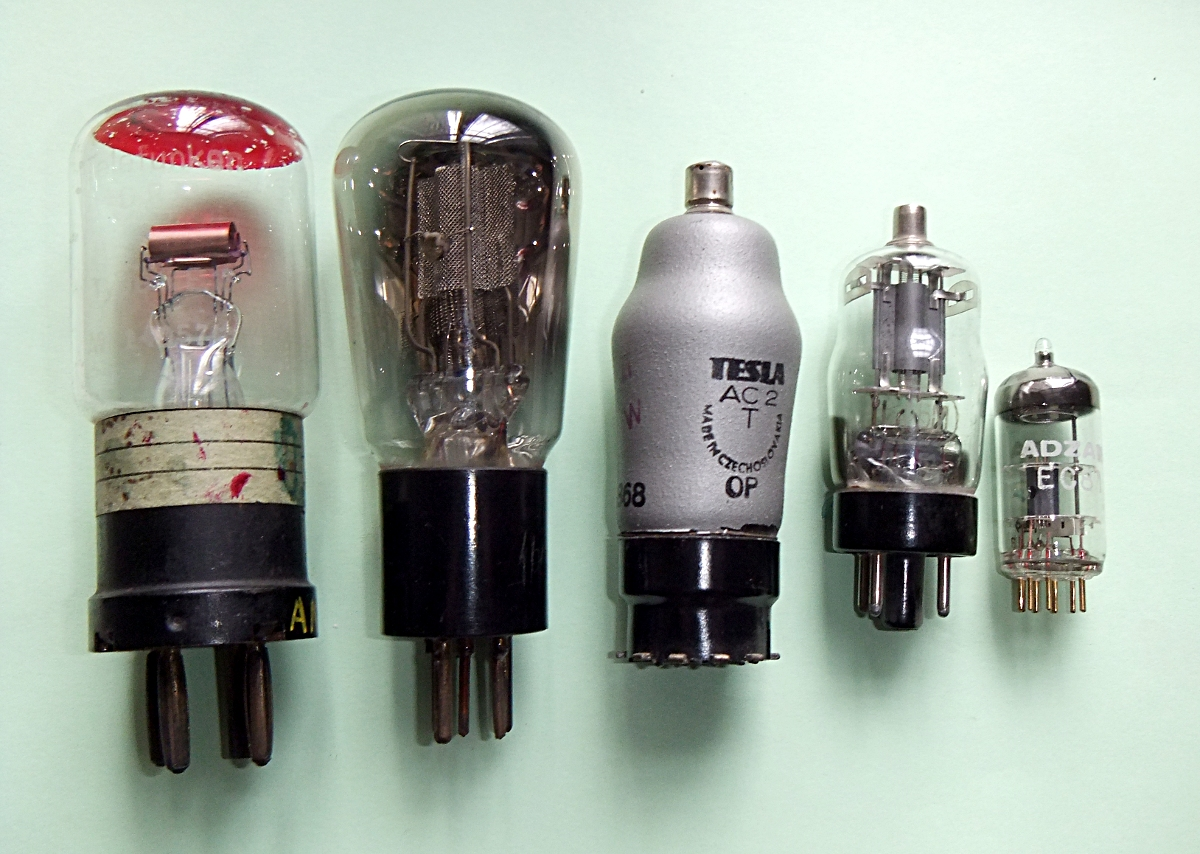
Los triodos, tal como evolucionaron a lo largo de unos 45 años de fabricación de tubos, desde el RE16 en 1918 hasta un tubo en miniatura de la década de 1960.

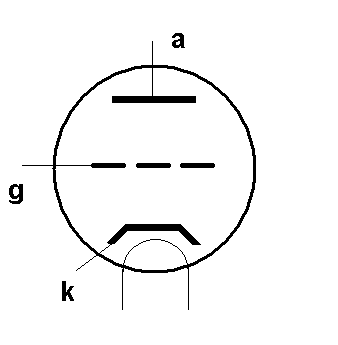
Símbolo de triodo. De arriba abajo: placa (ánodo), rejilla de control, cátodo, calentador (filamento).

En el siglo XIX, los ingenieros de telégrafos y teléfonos reconocieron la necesidad de ampliar la distancia a la que se podían transmitir las señales. En 1906, Robert von Lieben solicitó una patente para un tubo de rayos catódicos que utilizaba una bobina de desviación magnética externa y estaba destinado a ser utilizado como amplificador en equipos de telefonía. Sin embargo, este tubo de desviación magnético de von Lieben no fue un amplificador exitoso debido a la potencia utilizada por la bobina de desviación. Más tarde, Von Lieben perfeccionaría los tubos de vacío triodos.
A Lee de Forest se le atribuye la invención del tubo triodo en 1907 mientras experimentaba para mejorar su Audion (diodo) original. Al colocar un electrodo adicional entre el filamento (cátodo) y la placa (ánodo), descubrió la capacidad del dispositivo resultante para amplificar señales. A medida que el voltaje aplicado a la rejilla de control (o simplemente "rejilla") se redujera del voltaje del cátodo a voltajes algo más negativos, la cantidad de corriente del filamento a la placa se reduciría. El campo electrostático negativo creado por la rejilla en las proximidades del cátodo inhibiría el paso de los electrones emitidos y reduciría la corriente a la placa. Con el voltaje de la red menor que el del cátodo, no podría pasar corriente continua del cátodo a la red.
Por lo tanto, un cambio de voltaje aplicado a la red, que requiere muy poca entrada de energía a la red, podría provocar un cambio en la corriente de la placa y conducir a un cambio de voltaje mucho mayor en la placa; el resultado fue amplificación de voltaje y potencia. En 1908, a De Forest se le concedió una patente (patente estadounidense 879.532) para una versión de tres electrodos de su Audion original para su uso como amplificador electrónico en comunicaciones por radio. Esto finalmente se conoció como el triodo.

## Tipología
Según el número de electrodos las válvulas se clasifican en: diodos, triodos, tetrodos, pentodos, y así sucesivamente.
Otros tipos de válvulas termoiónicas son:
- Tiratrones: triodos rellenos de gas.
- Tubo de rayos catódicos: las pantallas de televisión, osciloscopios, etc.
- Iconoscopios, orticones, vidicones, plumbicones: son tubos de cámara de televisión.
- Ojos mágicos: indicadores de sintonía, indicador de equilibrio de puente, voltímetros y multímetros, indicador de saturación en grabadores de cinta magnética.
- Klistrones, magnetrones, tubos de onda progresiva, todos ellos dispositivos de microondas.
- Decatrón y trocotrón, tubos contadores.
- Selectrón: memoria digital.
- Tubo Williams: memoria digital.
- VFD: displays fluorescentes de vacío.

## Similares
Similares a las válvulas termoiónicas, pero sin emplear el efecto Edison son:
- Rectificadores de mercurio, Ignitrones, para el manejo de alta potencia.
- Tubos Nixie, Displays de neón.
- Células fotoeléctricas, basadas en el efecto Einstein.
- Células o tubos T-R, para protección de los receptores de radar.
- Detector Geiger-Müller, detector de radiaciones ionizantes.
- Estabistores, tubos reguladores de tensión.